# Comuna Svicikivka, Drabiv
Svicikivka (în ucraineană Свічківка) este o comună în raionul Drabiv, regiunea Cerkasî, Ucraina, formată din satele Homivșciîna și Svicikivka (reședința).

## Demografie
Componența lingvistică a comunei Svicikivka
     Ucraineană (93,45%)
     Maghiară (4,79%)
     Rusă (1,12%)
     Alte limbi (0,64%)
Conform recensământului din 2001, majoritatea populației comunei Svicikivka era vorbitoare de ucraineană (93,45%), existând în minoritate și vorbitori de maghiară (4,79%) și rusă (1,12%).